# Trachiet

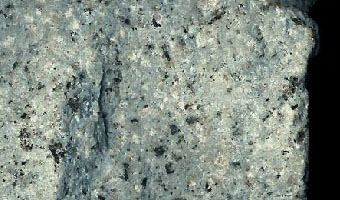
Trachiet

Trachiet is een relatief felsisch uitvloeiingsgesteente dat veel alkali's bevat, voornamelijk kaliveldspaat.

## Eigenschappen
Het doorgaans grijskleurige trachiet bevat naast kaliveldspaat ook pyroxenen en amfibolen en kleine hoeveelheden kwarts en nefelien kunnen in het stollingsgesteente voorkomen. De silicaconcentratie van het gesteente is hoog, hoewel het weinig kwarts bevat. De meeste silica zit in de veldspaten.
Trachiet is volgens het QAPF-diagram een overgangsgesteente tussen fonoliet (rijker aan nefelien) en ryoliet (rijker aan kwarts). De dieptegesteente-variant van trachiet is syeniet.

## Naamgeving
De naam van het gesteente trachiet is afgeleid van het Griekse trakhus, dat "ruw" betekent.

## Voorkomen
Trachieten komen voor in vulkanische gebieden die alkali-rijk vulkanisme kennen. Het gesteente wordt onder andere gevormd in de Grote Slenk, maar het komt ook voor in de Duitse Eifel, de Azoren, Tenerife en de Black Hills in South Dakota, Verenigde Staten.

## Historisch gebruik
In Nederland en België zijn in het verleden diverse trachieten toegepast in gebouwen, als bouwsteen en voor beeldhouwwerk als waterspuwers en consoles; meer recent is het in restauraties toegepast ter vervanging van Bentheimer en Obernkirchener zandsteen. Toegepaste soorten zijn Drachenfels trachiet, Weidenhahn trachiet, Selters trachiet en Reimerath trachiet. Vanaf 1994 is ook het Tsjechische Tepla trachiet gebruikt, onder andere voor de Grote Kerk van Breda en de Sint-Willibrordusbasiliek van Hulst.